# Carnegie (Oklahoma)
Carnegie – miasto w Stanach Zjednoczonych, w stanie Oklahoma, w hrabstwie Caddo.